# Pero occidentalis
Pero occidentalis là một loài bướm đêm trong họ Geometridae.